# WTA Mallorca Open
El Torneig de Mallorca, oficialment conegut com a WTA Mallorca Open, és una competició tennística professional que es disputa anualment sobre pista de gespa al Tennis Club Santa Ponça de Santa Ponça, Mallorca, Espanya. Pertany als International Tournaments del circuit WTA femení. El torneig es va crear l'any 2010.
La tennista letona Anastasija Sevastova va disputar les tres primeres finals individuals, tot i que només va aconseguir imposar-se en la segona (2017).

## Palmarès

### Individual femení
| Any  | Campiona             | Finalista            | Resultat            |
| ---- | -------------------- | -------------------- | ------------------- |
| 2019 | Sofia Kenin          | Belinda Bencic       | 6−7(5), 7−6(5), 6−4 |
| 2018 | Tatjana Maria        | Anastasija Sevastova | 6−4, 7−5            |
| 2017 | Anastasija Sevastova | Julia Goerges        | 6−4, 3−6, 6−3       |
| 2016 | Caroline Garcia      | Anastasija Sevastova | 6−3, 6−4            |

### Dobles femenins
| Any  | Campiones                                      | Finalistes                                      | Resultat         |
| ---- | ---------------------------------------------- | ----------------------------------------------- | ---------------- |
| 2019 | Kirsten Flipkens Johanna Larsson               | María José Martínez Sánchez Sara Sorribes Tormo | 6−2, 6−4         |
| 2018 | Andreja Klepač María José Martínez Sánchez     | Lucie Šafářová Barbora Štefková                 | 6−1, 3−6, [10−3] |
| 2017 | Chan Yung-Jan Martina Hingis                   | Jelena Janković Anastasija Sevastova            | Renúncia         |
| 2016 | Gabriela Dabrowski María José Martínez Sánchez | Anna-Lena Friedsam Laura Siegemund              | 6−4, 6−2         |